# Nomada caspia
Nomada caspia är en biart som beskrevs av Morawitz 1895. Nomada caspia ingår i släktet gökbin, och familjen långtungebin. Inga underarter finns listade i Catalogue of Life.